# Liste der Biografien/Boui
Liste der Biografien |
Portal Biografien |
Personensuche
# |
A |
B |
C |
D |
E |
F |
G |
H |
I |
J |
K |
L |
M |
N |
O |
P |
Q |
R |
S |
T |
U |
V |
W |
X |
Y |
Z |
?
 
Ba |
Be |
Bd |
Bg |
Bh |
Bi |
Bj |
Bl |
Bm |
Bn |
Bo |
Br |
Bs |
Bu |
Bw |
By |
Bz
 
Boa–Boc |
Bod |
Boe |
Bof |
Bog |
Boh |
Boi–Bok |
Bol |
Bom |
Bon |
Boo |
Bop |
Boq |
Bor |
Bos |
Bot |
Bou |
Bov–Boz
 
Boua |
Boub |
Bouc |
Boud |
Boue |
Bouf |
Boug |
Bouh |
Boui |
Bouj |
Bouk |
Boul |
Boum |
Boun |
Boup |
Bouq |
Bour |
Bous |
Bout |
Bouu |
Bouv |
Bouw |
Boux |
Bouy |
Bouz
Die Liste der Biografien führt alle Personen auf, die in der deutschsprachigen Wikipedia einen Artikel haben. Dieses ist eine Teilliste mit 37 Einträgen von Personen, deren Namen mit den Buchstaben „Boui“ beginnt.

## Boui
- Boui, David (* 1988), zentralafrikanischer Taekwondoin

### Bouic
- Bouichère, Émile (1861–1895), französischer Organist

### Bouih
- Bouih, Yassin (* 1996), italienischer Mittelstreckenläufer

### Bouil
- Bouilhet, Henri (1830–1910), französischer Chemieingenieur
- Bouilhet, Louis (1822–1869), französischer Dichter und Dramatiker
- Bouillane de Lacoste, Jean-Noël de (1934–2020), französischer Diplomat und Journalist
- Bouillard, Henri (1908–1981), französischer Fundamentaltheologe und Hochschullehrer
- Bouillaud, Charles (1904–1965), französischer Schauspieler
- Bouillaud, Jean-Baptiste (1796–1881), französischer Arzt
- Bouillaud, Jean-Claude (1927–2008), französischer Schauspieler
- Bouillé, François-Claude-Amour de (1739–1800), französischer GeneralFrançois-Claude-Amour de Bouillé (1739–1800)

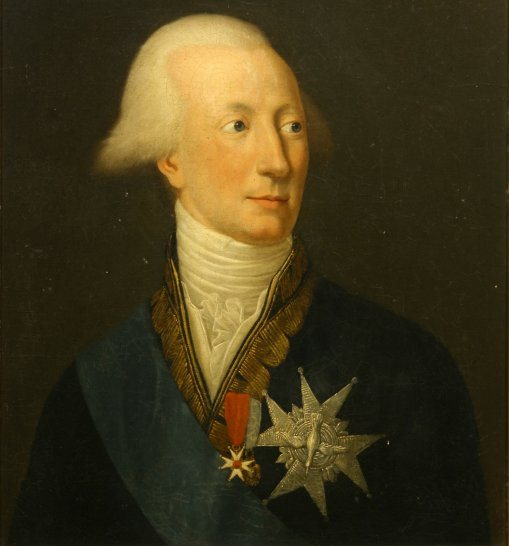
François-Claude-Amour de Bouillé (1739–1800)

- Bouilleret, Jean-Luc (* 1953), französischer Geistlicher, Erzbischof von Besançon
- Bouillet, Jean (1690–1777), französischer Arzt und Enzyklopädist
- Bouillet, Jean-Henri-Nicolas (1729–1790), französischer Arzt und Enzyklopädist
- Bouillet, Marie-Nicolas (1798–1864), französischer Lehrer, Übersetzer und Lexikograf
- Bouillevaux, Charles Émile (1823–1913), französischer Missionar, der in Cochinchina (Vietnam, Kambodscha und Laos) wirkte
- Bouillier, Francisque (1813–1899), französischer Philosoph
- Bouillon, Bertil (* 1958), deutscher Orthopäde und Unfallchirurg
- Bouillon, Erhard (1925–2024), deutscher Manager
- Bouillon, Francis (* 1975), US-amerikanisch-kanadischer Eishockeyspieler und -trainer
- Bouillon, Fritz (* 1903), deutscher Fußballschiedsrichter
- Bouillon, Gabriel (1898–1984), französischer Geiger und Violinpädagoge
- Bouillon, Hardy (* 1960), deutscher Philosoph und Ökonom
- Bouillon, Jean-Claude (1941–2017), französischer Schauspieler
- Bouillon, Jo (1908–1984), französischer Orchesterleiter
- Bouillon, Klaus (* 1947), deutscher Politiker (CDU), Innenminister des SaarlandesKlaus Bouillon (* 1947)

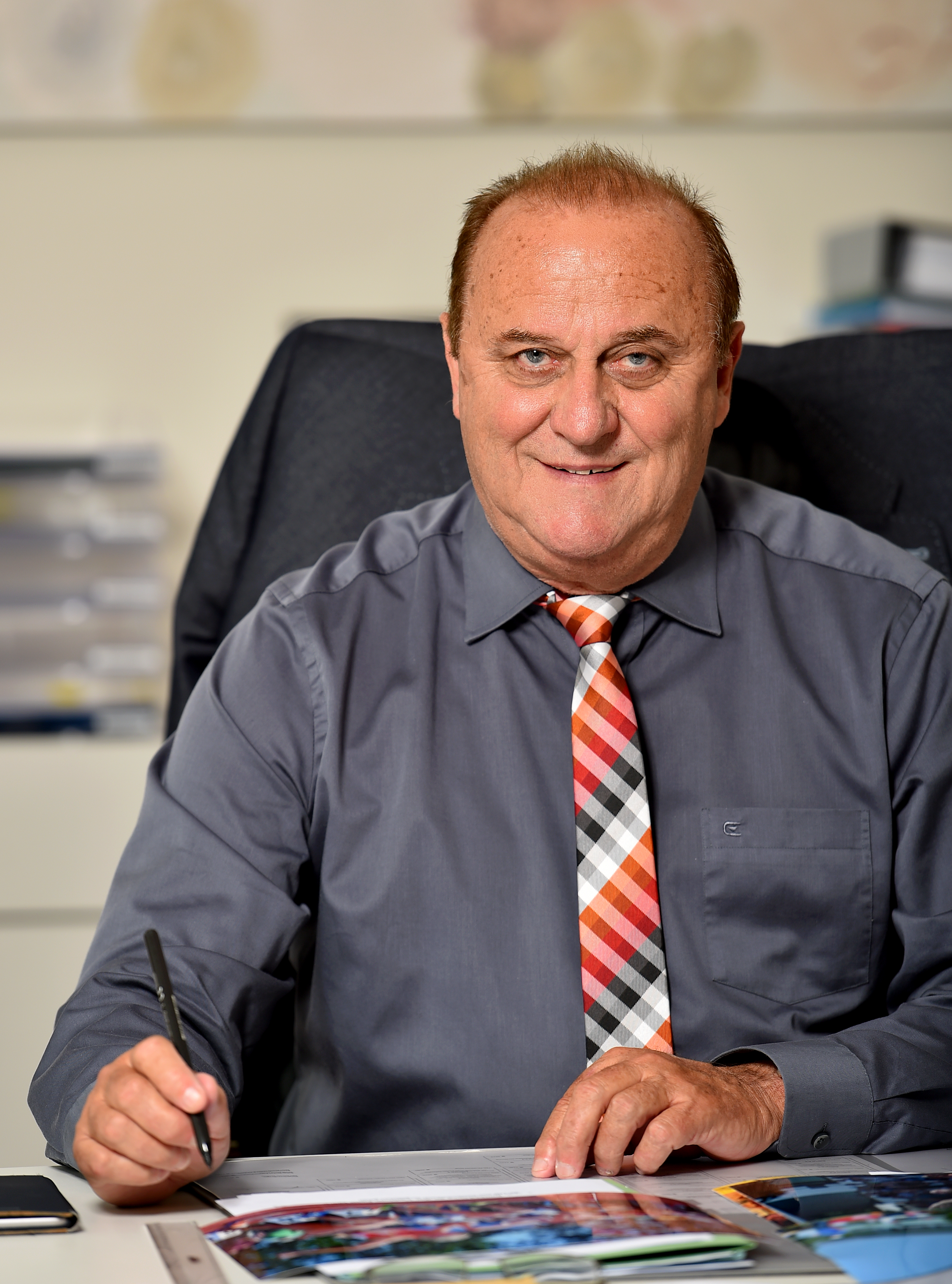
Klaus Bouillon (* 1947)

- Bouillot, Alexandre (* 1985), französischer Skirennläufer
- Bouilly, Jean Nicolas (1763–1842), französischer Dramatiker und Librettist

### Bouin
- Bouin, Jean (1888–1914), französischer Leichtathlet
- Bouin, Pol (1870–1962), französischer Mediziner
- Bouin, Sébastien (* 1993), französischer Kletterer

### Bouis
- Bouise, Jean (1929–1989), französischer Schauspieler
- Bouissière, Jules-Alexandre-Léon (1860–1916), französischer Geistlicher und römisch-katholischer Bischof von Constantine-Hippone
- Bouisson, Fernand (1874–1959), französischer Politiker
- Bouissou, Marc (1931–2018), französischer Ruderer
- Bouissoux, Julien (* 1975), schweizerisch-französischer Roman- und Drehbuchautor

### Bouix
- Bouix, Évelyne (* 1953), französische Schauspielerin